# Подорож молодого композитора
«Подорож молодого композитора» — радянський художній фільм знятий на кіностудії «Грузія-фільм» у 1985 році.

## Сюжет
Дія фільму відбувається в 1907 році. Головний герой фільму, композитор Нікуша (Леван Абашидзе), відправляється в подорож по селах Грузії для збору народних пісень. Його попутником випадково виявляється Леко Таташелі (Гія Перадзе), який приймає Нікушу за конспіратора-революціонера, а карту із зображенням сіл — за план організації повстання.

## У ролях
- Леван Абашидзе —  композитор Нікуша Чачанідзе
- Гія Перадзе —  Леко Таташвілі
- Зураб Кіпшидзе —  Елісбар Церетелі
- Русудан Квлівідзе —  Текла Церетелі
- Руслан Мікаберідзе —  Дшалва Церетелі
- Теймураз Джапарідзе —  Георгій Оцхелі
- Мзечабук Аміреджибі —  Давид Ітрієлі
- Олена Іоселіані —  Ефемія Церетелі
- Кетеван Орахелашвілі —  Гурандухт

## Знімальна група
- Режисер — Георгій Шенгелая
- Сценаристи — Ерлом Ахвледіані, Георгій Шенгелая
- Оператор — Леван Пааташвілі
- Художники — Борис Цхакая, Георгій Шенгелая